# ورزشگاه ایندپندنس
ورزشگاه ایندپندنس (به انگلیسی: Independence Stadium) با ظرفیت ۵۰٬۸۳۲ نفر در شهر شریوپورت ایالت لوئیزیانا واقع شده‌است. این ورزشگاه در تاریخ ۱۹۲۵ تأسیس شد و دارای زمین چمن می‌باشد.